# Апостольский нунций в Нидерландах
Апостольский нунций в Королевстве Нидерландов — дипломатический представитель Святого Престола в Нидерландах. Данный дипломатический пост занимает церковно-дипломатический представитель Ватикана в ранге посла. Апостольская нунциатура в Нидерландах была учреждена на постоянной основе в 1829 году, при королевском дворе в Гааге. Её резиденция находится в Гааге.
В настоящее время Апостольским нунцием в Нидерландах является архиепископ Жан-Мари Спиш, назначенный Папой Франциском 12 апреля 2025 года.

## История
Апостольской нунциатуре в Нидерландах предшествовала апостольская нунциатура во Фландрии. Последняя была учреждена в 1593 году, во время понтификата Папы Климента VIII. Назначение апостольских нунциев было позднее прекращено в 1634 году из-за дипломатического кризиса, который произошёл, когда апостольским нунцием был Фабио де Лагонисса, а его преемник, Лелио Фальконьери, не смог завладеть нунциатурой, и что с тех пор, туда не направлялись интернунции до 1725 года когда Мария Елизавета Австрийская наследовала Евгению Савойскому, в качестве наместницы австрийских Нидерландов.
В 1829 года Папой Пием VIII была учреждена Апостольская интернунциатура в Нидерландах. 
Апостольская нунциатура в Нидерландах была учреждена 22 июля 1967 года, бреве «Quantum utilitatis» Папы Павла VI.

## Апостольские нунции в Нидерландах

### Апостольские делегаты во Фландрии
- Джамбаттиста Кастанья — (1578 — 1579).

### Апостольские нунции во Фландрии
- Оттавио Мирто Франджипани — (20 апреля 1596 — 12 июня 1606);
- Дечо Карафа — (12 июня 1606 — 12 мая 1607);
- Гвидо Бентивольо — (1 июня 1607 — 24 октября 1615);
- Асканио Джезуальдо — (24 октября 1615 — 27 июня 1617);
- Лючо Морра — (27 июня 1617 — 26 января 1619);
- Лючо Сансеверино — (1 июня 1619 — 1621);
- Джованни Франческо ди Гуиди Баньо — (1 мая 1621 — 1627);
- Фабио де Лагонисса — (13 марта 1627 — 28 января 1634);
- Лелио Фальконьери — (4 августа 1635 — 1637 — вернулся в Рим, потому что не признаётся в качестве апостольского нунция).

### Апостольские интернунции во Фландрии
- Рихард Паули-Стравиус — (1634 — 1642);
- Антонио Бики — (май 1642 — 1652);
- Андреа Манджелли — (1652 — 1655);
- Джироламо Ди Веккьи — (1656 — 1665);

...
- Филипп Орацио Спада — (1696 — 1698 — интернунций);
- Джованни Баттиста Бусси — (1698 — 1705 — интернунций);

...
- Винченцо Сантини — (1713 — 1721) — интернунций
- Джузеппе Спинелли — (1721 — 1731, а затем интернунций и нунций с 1725 года);
  - Винченцо Монтальто — (16 июня 1731 — середина февраля 1732 — администратор нунциатуры);
- Сильвио Валенти Гонзага — (29 февраля 1732 — 28 января 1736 — назначен апостольским нунцием в Испании);

...
- Иньяцио Буска — (17 сентября 1775 — 1 марта 1785 — назначен губернатором Рим);
- Антонио Феличе Дзондадари — (3 января 1786 — 1787 — изгнан по приказу Иосифа II);
- Чезаре Бранкадоро — (28 августа 1792 — 1797).

...

### Апостольские интернунции
- Франческо Капаччини — (май 1829 — 1831 — назначен заместителем государственного секретаря);
- Антонио Бенедетто Антонуччи — (17 декабря 1831 — 17 декабря 1840 — назначен епископом Монтефельтро);
- Инноченцо Феррьери — (1841 — 15 ноября 1848 — назначен апостольским нунцием в Бельгии);
- Карло Бельградо  — (12 февраля 1848 — 28 сентября 1855 — назначен епископом Асколи-Пичено);
- Сеттимио Мария Веккьотти — (23 ноября 1855 — 16 марта 1863);
- Луиджи Орелья ди Санто Стефано — (16 марта 1863 — 25 апреля 1866 — назначен апостольским нунцием в Бельгии);
- Джакомо Каттани — 2 мая 1866 — 13 марта 1868 — назначен апостольским нунцием в Бельгии);
- Анджело Бьянки — (14 марта 1868 — апрель 1874 — назначен апостольским нунцием в Баварии);
- Джованни Капри — (11 августа 1874 — 19 сентября 1879 — назначен секретарём Конгрегации образования);
- Агапито Паничи — (19 сентября 1879 — 1881 — назначен секретарём Конгрегации образования);
- Франческо Спольверини — (25 апреля 1882 — 20 июля 1887 — назначен апостольским интернунцием в Бразилии);
- Аристиде Ринальдини — (11 августа 1887 — 30 мая 1893 — назначен заместителем государственного секретаря);
- Бенедетто Лоренцелли — (30 мая 1893 — 1 октября 1896 — назначен апостольским нунцием в Баварии);
- Франческо Тарнасси — (24 октября 1896 — 24 мая 1902);
- Джованни Таччи Порчелли — (29 апреля 1911 — 8 декабря 1916);
- Акилле Локателли — (30 июля 1916 — 13 июля 1918 — назначен апостольским нунцием в Португалии);
- Себастьяно Никотра — (1918 — 1921);
- Роберто Вичентини — (19 мая 1921 — 2 мая 1922 — назначен апостольским делегатом Колумбии);
- Чезаре Орсениго — (23 июня 1922 — 2 июня 1925 — назначен апостольским нунцием в Венгрии);
- Лоренцо Скьоппо — (3 мая 1925 — 23 апреля 1935);
- Паоло Джоббе — (12 августа 1935 — 15 декабря 1958);
- Джузеппе Бельтрами — (31 января 1959 — 26 июня 1967).

### Апостольские нунции в Нидерландах
- Анджело Феличи — (22 июля 1967 — 13 мая 1976 — назначен апостольским нунцием в Португалии);
- Джон Гордон — (11 июня 1976 — 1978);
- Бруно Вюстенберг — (17 января 1979 — 31 мая 1984);
- Эдуард Идрис Кассиди — (6 ноября 1984 — 23 марта 1988 — назначен секретарём Государственного секретаря);
- Аудрис Юозас Бачкис — (5 августа 1988 — 24 декабря 1991 — назначен архиепископом Вильнюса);
- Анри Леметр — (28 марта 1992 — 8 февраля 1997, в отставке);
- Анджело Ачерби — (8 февраля 1997 — 27 февраля 2001, в отставке);
- Франсуа Робер Баке — (27 февраля 2001 — 15 декабря 2011, в отставке);
- Андре Дюпюи — (15 декабря 2011 — 21 марта 2015, в отставке);
- Альдо Кавалли — (21 марта 2015 — 27 ноября 2021, в отставке);
- Павел Чанг Ин-нам — (16 июля 2022 — 13 февраля 2025, в отставке);
- Жан-Мари Спиш — (12 апреля 2025 — по настоящее время).